# Mbuna
(Tijs Goldschmidt, Lo strano caso del Lago Vittoria, 1994)

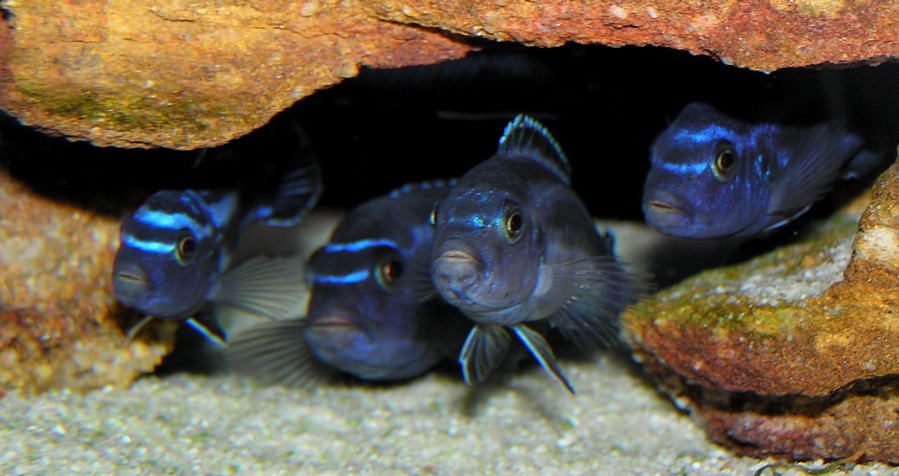
Mbuna della specie Melanochromis cyaneorhabdos. Il nome "mbuna" significa "che stanno fra i sassi"

Mbuna è un termine chichewa che indica alcune specie di ciclidi endemiche del lago Malawi. Letteralmente, il termine mbuna significa "che stanno fra i sassi", e si riferisce al comportamento tipico di questi pesci, che preferiscono nascondersi fra le rocce che nuotare in acqua aperta. Gli mbuna sono particolarmente apprezzati dagli acquariofili per i loro colori sgargianti, sebbene siano anche particolarmente aggressivi e territoriali.

## Habitat

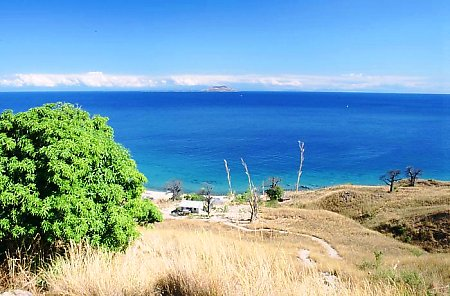
Le coste del Lago Malawi viste dall'isola di Likoma

Le Mbuna vivono nel grande lago Malawi, che presenta numerosi ambienti diversi: quello in cui vivono le Mbuna è un biotopo di scogliera, non omogeneo. Questi ciclidi abitano pareti rocciose, fondi sassosi, anfratti e anche ammassi di sassi isolati, in una profondità compresa tra i -3 i -50 metri.

La temperatura dell'acqua, da limpida a fangosa, varia dai 23° ai 29 °C, con un pH compreso tra 7.8 e 8.5

## Etologia
Nel lago esistono numerose isolette (a volte poco più che grossi massi semi-emersi): in questo habitat diverse specie si sono abituate a vivere vicine, sopportandosi tranquillamente e creando vere e proprie comunità "multietniche", con centinaia di pesci che vivono concentrati in un'area relativamente piccola. Questo comportamento sembra sia una difesa dai predatori, poiché aumenterebbe le probabilità di ciascun individuo di non essere predato.

## Acquariofilia

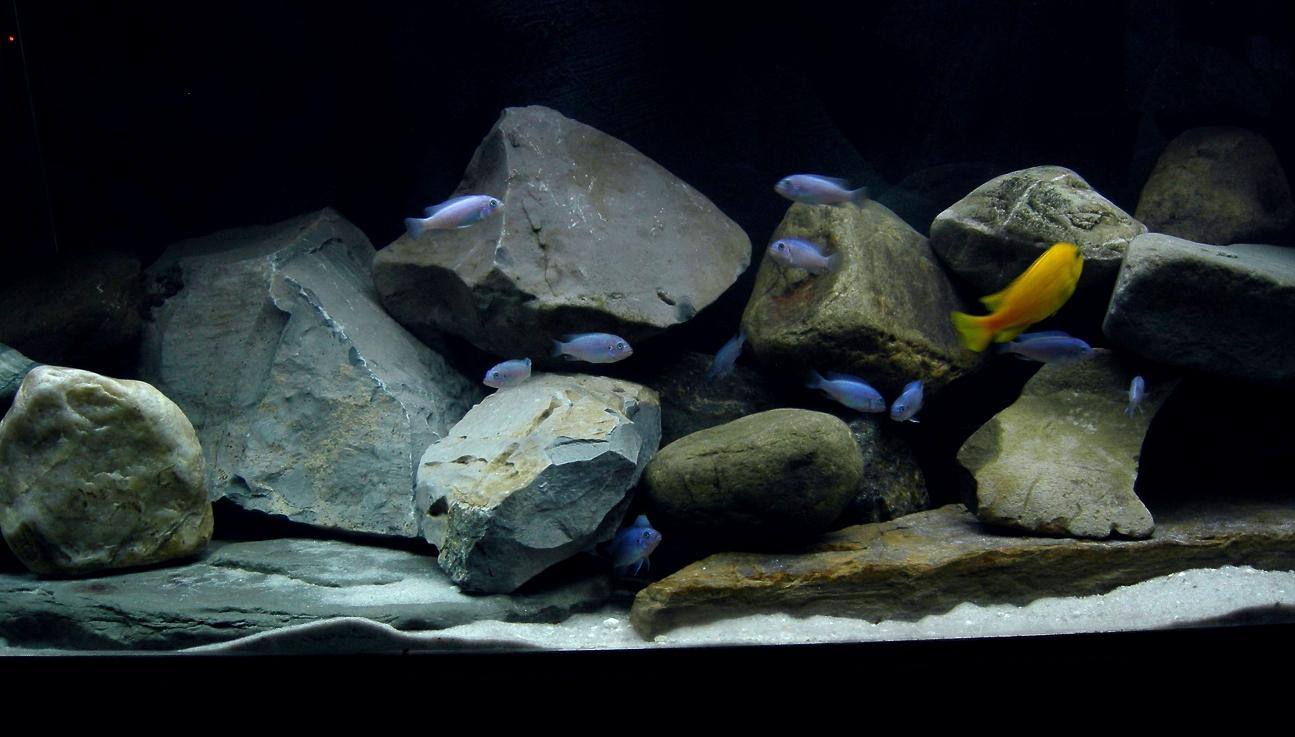
Un esempio di un acquario per mbuna

L'allevamento in acquario degli mbuna prevede l'uso di grosse vasche con molto spazio per il nuoto, arredate da "rocciate", ovvero grandi rocce che formano numerosi anfratti e tane, habitat ideale per queste specie di ciclidi. Le piante acquatiche molto spesso sono assenti. Nel giro di pochi mesi le rocce si ricoprono di un sottile strato di alghe di cui spesso molte specie di mbuna si nutrono.

## Specie
- Abactochromis labrosus
- Cynotilapia afra
- Cynotilapia axelrodi
- Cynotilapia pulpican
- Labeotropheus fuelleborni
- Labeotropheus trewavasae
- Labidochromis caeruleus
- Labidochromis chisumulae
- Labidochromis flavigulis
- Labidochromis freibergi
- Labidochromis gigas
- Labidochromis heterodon
- Labidochromis ianthinus
- Labidochromis lividus
- Labidochromis maculicauda
- Labidochromis mathotho
- Labidochromis mbenjii
- Labidochromis mylodon
- Labidochromis pallidus
- Labidochromis shiranus
- Labidochromis strigatus
- Labidochromis textilis
- Labidochromis vellicans
- Labidochromis zebroides
- Melanochromis auratus
- Melanochromis baliodigma
- Melanochromis benetos
- Melanochromis brevis
- Melanochromis chipokae
- Melanochromis cyaneorhabdos
- Melanochromis dialeptos
- Melanochromis elastodema
- Melanochromis heterochromis
- Melanochromis interruptus
- Melanochromis joanjohnsonae
- Melanochromis johannii
- Melanochromis labrosus
- Melanochromis lepidiadaptes
- Melanochromis loriae
- Melanochromis melanopterus
- Melanochromis mellitus
- Melanochromis parallelus
- Melanochromis perileucos
- Melanochromis perspicax
- Melanochromis robustus
- Melanochromis simulans
- Melanochromis vermivorus
- Melanochromis xanthodigma
- Pseudotropheus ater
- Pseudotropheus aurora
- Pseudotropheus barlowi
- Pseudotropheus crabro
- Pseudotropheus cyaneus
- Pseudotropheus demasoni
- Pseudotropheus elegans
- Pseudotropheus elongatus
- Pseudotropheus estherae
- Pseudotropheus fainzilberi
- Pseudotropheus flavus
- Pseudotropheus fuscoides
- Pseudotropheus fuscus
- Pseudotropheus galanos
- Pseudotropheus heteropictus
- Pseudotropheus lanisticola
- Pseudotropheus livingstonii
- Pseudotropheus lombardoi
- Pseudotropheus longior
- Pseudotropheus lucerna
- Pseudotropheus macrophthalmus
- Pseudotropheus microstoma
- Pseudotropheus minutus
- Pseudotropheus modestus

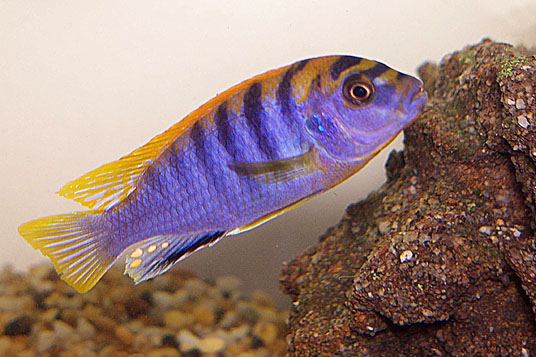
Labidochromis sp. hongi

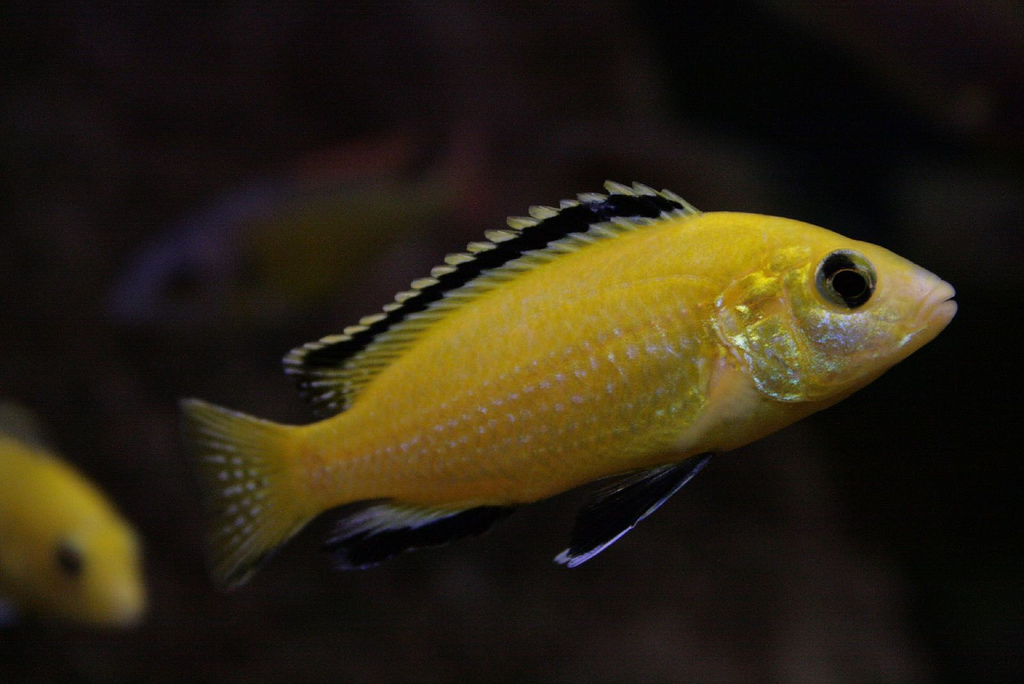
Labidochromis caeruleus

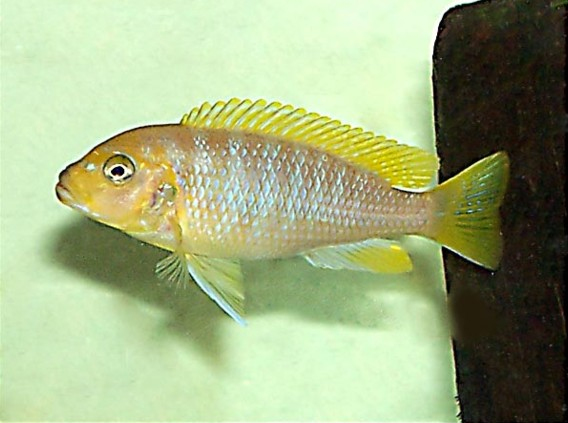
Maylandia hajomaylandi

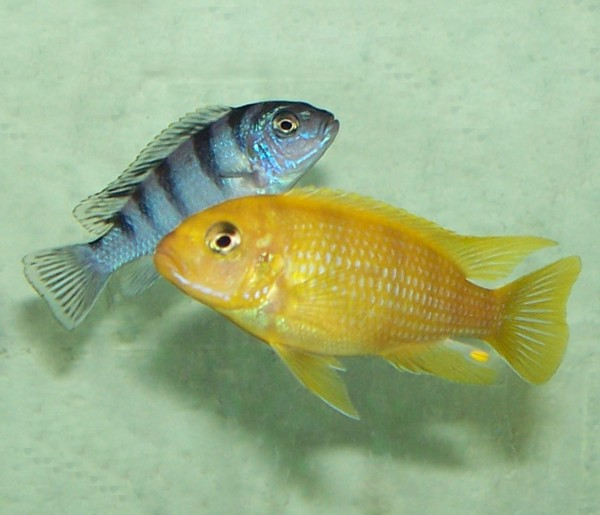
Pseudotropheus lombardoi

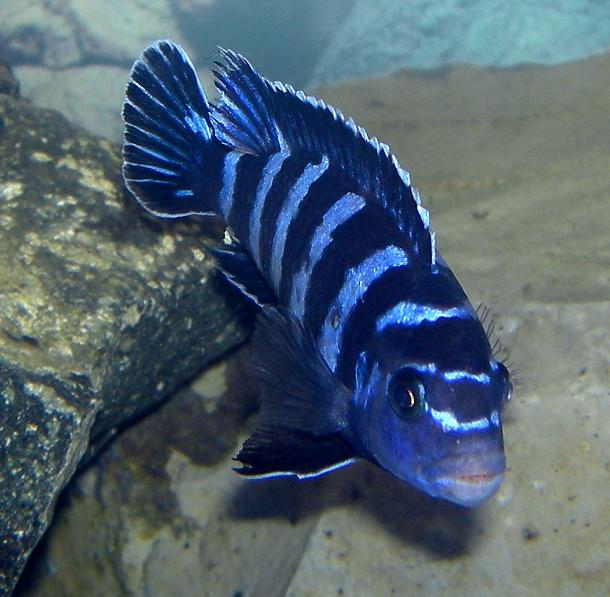
Pseudotropheus demasoni

- Pseudotropheus novemfasciatus
- Pseudotropheus purpuratus
- Pseudotropheus pursus
- Pseudotropheus saulosi
- Pseudotropheus socolofi
- Pseudotropheus tropheops gracilior
- Pseudotropheus tropheops romandi
- Pseudotropheus tropheops tropheops
- Pseudotropheus tursiops
- Pseudotropheus williamsi
- Sciaenochromis ahli
- Sciaenochromis benthicola
- Sciaenochromis fryeri
- Sciaenochromis psammophilus